# Оксипельтиди
Оксипельти́ди (лат. Oxypeltidae Lacordaire, 1869) — дуже маленька родина жуків надродини церамбікоїдних, яка налічує всього два роди і три види, розповсюджених у Андах на території Чилі та Аргентини. Раніше оксипельтид включали до родини вусачів у ранзі підродини. Особливістю жуків цієї родини є їх яскравий металічний колір, в який забарвлене усе тіло, невелика прихована голова, широка передньоспинка та великий щиток. Личинки розвиваються у деревині нотофагусів (Nothofagus) — рослин близьких до буків (Fagus). Морфологія і біологія личинок схожі до родини весперид.